# La Gineta
La Gineta è un comune spagnolo situato nella comunità autonoma di Castiglia-La Mancia.